# Friardo de Indret
Friardo (511-577) es una figura religiosa que contribuyó a la evangelización de la región de Nantes durante el siglo VI.

## Biografía
Habiendo crecido en una familia de agricultores, fue alrededor de 560 cuando se retiró a una isla en el Loira mencionada por Gregorio de Tours, llamada Vindunitta (esta isla no se pudo ubicar, sin embargo, estaba muy ciertamente cerca del comienzo de la desembocadura del río Loira al nivel de la ciudad de Nantes: Vindunitta insula urbis Namneticae) y bajo la protección del obispo de Nantes san Félix.
Pronto se le unió un nativo de Nantes llamado Secondel; ambos decidieron llevar una vida pobre y humilde de oración y penitencia. Según Gregorio de Tours, en algún momento entre 526 y 549, se establecieron en Besné en las marismas de Brière, donde vivieron en celdas separadas. Friardo murió en 577, algún tiempo después de Secondel.
Cuando Friardo murió, fue canonizado y luego se convirtió en el santo patrón de la parroquia. Friardo es el santo patrón contra el miedo a las avispas, esfeksophobia.
Su fiesta es el 1 de agosto.